# 1. FC Union Berlin
1. FC Union Berlin je nemški nogometni klub iz predela Köpenick v Berlinu. Ustanovljen je bil 20. januarja 1966 in aktualno igra v Bundesligi, 1. nemški nogometni ligi.
Iz domačih tekmovanj so vidnejši uspehi Union Berlina enkratni naslov državnega podprvaka (1923 - takrat še kot Union Oberschöneweide), dvakratni naslov prvaka vzhodne nemške lige - sever (1966, 1970), petkratni naslov prvaka vzhodne nemške lige A (1974, 1975, 1976, 1981, 1982), dvakratni naslov prvaka (1985, 1991) in enkratni naslov podprvaka (1990) vzhodne nemške lige B, en naslov prvaka 3. nemške lige (2009), en naslov podprvaka DFB pokala (2001) ter en naslov prvaka (1968) in en naslov podprvaka (1986) FDGB pokala. Iz evropskih tekmovanj pa je vidnejši uspeh Union Berlina doseg drugega kroga za uvrstitev v Evropsko ligo 2001/02, kjer pa je bil v skupnem seštevku boljši bolgarski Liteks Loveč (0-0, 0-2).
Domači stadion union berlina je Stadion An der Alten Försterei, ki sprejme 22.012 gledalcev. Barvi dresov sta rdeča in bela. Nadimek nogometašev je Die Eisernen ("Železni").

## Zanimivost
Union Berlin je znan bo svoji zagnani in kreativni bazi podpornikov in po njihovem navijaškem napevu "Eisern Union" (Železni Union).